# Raymond E. Feist
Raymond Elias Feist  (Los Angeles, 23 de dezembro de 1945) tendo nascido como Raymond Elias Gonzales III, é um escritor norte-americano, mais conhecido pela série de romances e contosː The Riftwar Saga ("A saga do Mago").

## Biografia
Raymond Elias Gonzales III nasceu em 1945 em Los Angeles e foi criado no sul da Califórnia. Quando sua mãe se casou novamente, ele adotou o sobrenome de seu padrastoː Felix E. Feist, o escritor atualmente vive em San Diego. Quando não escreve, ele coleciona DVDs, estuda a história do futebol americano e é um grande apreciador de bons vinhos. Em 1977, na Universidade da Califórnia, formou-se com honras em Ciências da Comunicação.

## Literatura
O autor acredita que na década de 2010 os livros de fantasia foram mais disseminados devido ao fato da exploração em outras áreas como televisão e cinema, por exemploː Game of Thrones e outros, ele diz, "Os tubarões sentem o cheiro de sangue na água", sobre a massificação das adaptações pelas grandes mídias.
Ele considera Robert Louis Stevenson (A Ilha do Tesouro, O Médico e o Monstro) e Alexander Dumas (Os Três Mosqueteiros) como grandes influências para ele e seu estilo de escrita, além de Fritz Leiber, J. R. R. Tolkien, Jack Vance, entre outros. Os seus livros foram traduzidos em mais de 30 países. Como best-seller do New York Times e do The Times of London, seus livros já venderam mais de 15 milhões de cópias.
Sua produção literária é caracterizada pelo ritmo inerente ao RPG, detalhado e com ação, isto devido à sua influência com o jogo. Quando Feist estava na universidade, ele e seus amigos criaram um novo jogo de RPG baseado em seu próprio mundo original, que seria base para sua saga definitiva.

## Obras (parcial)
Todas as séries abaixo fazem parte do Ciclo da Guerra do Portal (The Riftwar Cycle) e não estão necessariamente relacionadas diretamente entre si.

### Saga do Mago
1. Magician: Apprentice (1986) Mago: Aprendiz no Brasilː (Editora Arqueiro, 2013) e em Portugalː (Saída de Emergência, 2010)
2. Magician: Master (1986) Mago: Mestre no Brasilː  (Editora Arqueiro, 2013) e em Portugalː (Saída de Emergência, 2010)
3. Silverthorn (1985) Mago: Espinho de Prata no Brasilː  (Editora Arqueiro, 2014) e em Portugalː (Saída de Emergência, 2011)
4. A Darkness at Sethanon (1986) Mago: As Trevas de Sethanon no Brasilː  (Editora Arqueiro, 2014) e em Portugalː (Saída de Emergência, 2012)

### A Saga do Império
1. Daughter of the Empire (com Janny Wurts, 1987) A Filha do Império no Brasilː (Editora Arqueiro, 2015)  e em Portugalː (Saída de Emergência, 2013)
2. Servant of the Empire (com Janny Wurts, 1990)  A Serva do Império no Brasilː (Editora Arqueiro, 2015) e em Portugalː Volume 1 e 2 (Saída de Emergência, 2013 e 2014)
3. Mistress of the Empire (com Janny Wurts, 1992) A senhora do império no Brasilː  (Editora Arqueiro, 2016) e em Portugalː (Saída de Emergência, 2015)

### Saga Os filhos de Krondor
1. Prince of the Blood (1989) em Portugalː Os Filhos de Krondorː O Príncipe Herdeiro (Saída de Emergência, 2012)
2. The King's Buccaneer (1992) em Portugalː Os Filhos de Krondorː O Corsário do Rei (Saída de Emergência, 2012)

### Outras séries do mesmo ciclo
- The Serpentwar Saga (4 Livros)
- The Riftwar Legacy (4 Livros)
- Legends of the Riftwar (3 Livros)
- Conclave of Shadows (3 Livros)
- The Darkwar Saga (3 Livros)
- The Demonwar Saga (2 Livros)
- The Chaoswar Saga (3 Livros)

Para a lista completa na wikipedia em inglêsː Raymond E. Feist bibliography